# Is It Scary
"Is It Scary" là một bài hát của ca sĩ người Mỹ Michael Jackson. Bài hát ban đầu được viết cho bộ phim Addams Family Values (1993), nhưng kế hoạch đã bị hủy bỏ sau những xung đột hợp đồng. Sau đó, nó được thu âm cho album remix của Jackson 1997 remix, Blood on the Dance Floor: HIStory in the Mix (1997). "Is It Scary" được viết và sản xuất bởi Jackson, Jimmy Jam & Terry Lewis. Bài hát cũng xuất hiện trong bộ phim ngắn Ghosts (1997) của nam ca sĩ.
"Is It Scary" đã nhận được những ý kiến trái chiều từ các nhà phê bình âm nhạc đương đại. Về mặt âm nhạc, bài hát được nhìn nhận bởi các nhà phê bình là đã phơi bày "mặt tối" của Jackson, và so sánh nó với các sản phẩm của Marilyn Manson. Trong tháng 11 năm 1997, phiên bản radio của bài hát đã được phát hành như là một đĩa đơn quảng cáo ở Hà Lan, trong khi đĩa đơn quảng cáo có chứa các bản remix được phát hành tại Hoa Kỳ và Vương quốc Anh.

## Danh sách và định dạng track
Đĩa đơn quảng cáo 12 inch ở Anh(XPR 3195)
- A. "Is It Scary" (Deep Dish Dark & Scary Phối lại) – 12:10)
- B1. "Is It Scary" (Deep Dish Double-O-Jazz Dub) – 8:35)
- B2. "Is It Scary" (Deep Dish Dark & Scary Remix (Chỉnh sửa radio) – 4:38

Đĩa đơn quảng cáo 12 inch ở Anh (XPR 3168)
- A. "Is It Scary" (Eddie's Love Mix) – 8:00
- B1. "Is It Scary" (Eddie's Rub-A-Dub Mix) – 4:33
- B2. "Is It Scary" (Eddie's Love Mix Chỉnh sửa radio) – 3:50

Đĩa đơn CD quảng cáo 12 inch ở Hà Lan(SAMPCS 4562)
1. "Is It Scary" (Chỉnh sửa radio) – 4:11

Đĩa đơn quảng cáo 12 inch ở Hà Lan (SAMPMS 4674)
- A1. "Is It Scary" (Deep Dish Dark And Scary Phối lại) – 12:07
- A2. "Is It Scary" (Eddie's Rub-A-Dub Mix) – 5:00
- B1. "Is It Scary" (Eddie's Love Mix) – 8:00
- B2. "Off The Wall" (Junior Vasquez Phối lại) – 4:57